# Žilnatost
Žilnatost, ožiljenost ali nervatura, redkeje venacija, je definirana kot postavitev sistema rastlinskih žil nekega lista. V rastlinskem svetu obstaja veliko število različnih možnih razporeditev žil v listih, najpogosteje pa se pojavljajo vilasta žilnatost, progasta žilnatost in mrežasta žilnatost.

## Osnove
V vsakem rastlinskem listu najdemo večje število žil, ki rastlinam omogočajo prenos snovi (vode in anorganskih snovi po ksilemu ter organskih snovi po floemu). Sama žilnatost pa je precej variabilna in se razlikuje tako po številu žil kot tudi po njihovi namestitvi in zunanji zgradbi. Listi so od eno- do večžilnati. Pri nekaterih je mogoče opaziti glavno žilo, ki se od drugih razlikuje po velikosti, pri drugih so vse žile podobne.

## Tipi žilnatosti

### Vilasta žilnatost
Vilasta žilnatost (tudi pahljačasta in flabeliformna žilnatost) je definirana kot tip žilnatosti ali nervature, pri kateri ob opazovanju lista ni mogoče razbrati glavne žile (odebljene in močno izstopajoče rastlinske žile). Viden pa je sistem večjega števila podobnih žil, ki se vejijo vilasto in izraščajo že na predelu listnega dna ter segajo vse do listnega roba. Takšno razporeditev žil najdemo na primer pri venerinih laskih (Adiantum capillus-veneris) in dvokrpem ginku (Gingko biloba). Možna je tudi delna vilasta žilnatost, kjer se značilno vilasto vejijo le stransko nameščene žile (kot denimo pri lokvanju, Nymphaea).

### Progasta žilnatost
Tudi za progasto ali akrodromno žilnatost je značilna odsotnost glavne žile, saj so žile v progasto žilnatih listih razmeroma enake (kar velja tudi za osrednjo žilo). Žile potekajo vzdolžno vse do konca listne ploskve, pri čemer ločimo dva podtipa: pri vzporedno progasto žilnatih listih (parelelno ožiljenih istih) so žile nameščene vzporedno, medtem ko je slokasta postavitev lastnost slokasto progasto žilnatih listov (tudi kamptodromnih). Slokasto progasti žilnati listi se pojavljajo pri mnogih enokaličnicah, za družino trav (Poaceae) je značilna vzporedno progasta žilnatost.

### Mrežasta žilnatost
Mrežasto ali diktiodromno žilnati listi imajo dobro vidno odebeljeno glavno žilo, od katere se nepravilno veji mnogo manjših in razvejanih stranskih žil. Pri tovrstnih listih je mogoče zapaziti mrežast preplet. Kadar stranske žile izraščajo že na spodnjem predelu lista (listnem dnu), so listi dlanasto mrežasto žilnati (palmatno ožiljeni). V nasprotnem primeru, ko se stranske žile od glavne vejijo po njeni celotni dolžini, so listi pernato mrežasto žilnati (pinatno ožiljeni).

## Galerija
- List pravega kostanja (Castanea sativa) je pernato mrežasto žilnat.
- Vzporedno progasto (paralelno) žilnat list je značilen za trave.
- Vilasto ali pahljačasto žilnat list je značilen za ginkovce.